# Łabuzki
Łabuzki – osada leśna w Polsce położona w województwie dolnośląskim, w powiecie trzebnickim, w gminie Żmigród.
W latach 1975–1998 miejscowość administracyjnie należała do województwa wrocławskiego.

## Historia
Miejscowość wymieniona jest  w opisie Śląska wydanym w 1787 roku w Brzegu: w języku polskim jako Labiska oraz pod zgermanizowanymi nazwami Labschuz oraz Leobschuz.